# Pop'n stage
『pop'n stage』（ポップンステージ）は、1999年にコナミ（後のコナミアミューズメント）が発売した音楽ゲーム「BEMANIシリーズ」の1つで、『pop'n music』の派生バージョン。『Dance Dance Revolution』のような全身運動をコンセプトに開発された。通称は「ポプステ」「足ポップン」など。

## 筐体概要
『pop'n stage』の筐体は正面のディスプレイと10枚のフットパネルを持つステージからなる。10枚のパネルスイッチは、X字を描くように5枚が正方形状に配置された物（左下に白、左上に黄、中央に赤、右上に青、右下に緑）が、横並びで2セット配置されている。つまり、『DDR』での矢印パネルが配置されていない部分にパネルがあるという、正反対の配置スタイルとなっている。この配置のため、『pop'n music』とは違い、左右のパネルの配色は線対称ではない。正面のディスプレイの下には、選択用の青い左右セレクトボタンと決定用の赤ボタンがある。
なお、最初のバージョンでは譜面のノートであるポップ君が全て同じ丸いデザインとなっていたが、後のマイナーバージョンアップ版『pop'n stage ex』では、各サイド中央のパネルである赤以外はパネルの配置方向にあわせた三角形（上段が▲、下段が▼）となり、前後方向の視認性が向上した。旧来と同じ丸いポップ君を選択することもできる。

## ハードウェア
beatmaniaシリーズと同じく、SYSTEM-GXのカスタム基板DJ MAINが使われている。

## シリーズ作品
pop'n stage（1999年9月24日稼動）最初のバージョン（以下「旧バージョン」と記載）。『pop'n music』シリーズの足バージョンであり、ダンス要素を中心にした派生作品として登場した。本作オリジナル曲の他、本家『pop'n music』シリーズからの移植曲も数曲収録。楽曲の担当キャラクターは全て新規に描き下ろされている。
pop'n stage ex（1999年12月20日稼動）旧バージョンからモードや譜面、システムなどが一部変更され、新曲や『pop'n music 3』からの移植曲の追加が行われた。

## 基本ルール
基本ルールは『pop'n music』とほぼ同じで、手の代わりに足を使ってポップ君を踏み、楽曲を演奏する。ただし、『pop'n music』とは天地が逆で、『DDR』の矢印のようにポップ君が下から上に上昇していく。このため、グルーブゲージやスコアは画面の上部に、曲名やキャラクター名は下部に表示されている。ポップ君のラインの表示は、左からM字を描くようにパネルを辿った「白（左下）、黄（左上）、赤（中央）、青（右上）、緑（右下）」の順番が左右に2セット並んだ配置となっている。
ポップ君が判定ラインに重なったところでタイミングよく踏んでグルーブゲージを上昇させ、曲終了時にゲージが赤色のGOODゾーンまで到達していればステージクリアとなる。曲の途中でゲージが空になった場合でも、『DDR』のようにその場で即ゲームオーバーにはならず、その曲の最後までプレイ出来る。
ゲーム開始時にフットスイッチ数選択となり、中央のみを使用する1人用の「6スイッチモード」、全てのスイッチを使用する2人用の「10スイッチモード」から選択する。6スイッチの場合はステージ中央に乗り、「赤（左中）、青（左上）、緑（左下）、白（右下）、黄（右上）、赤（右中）」の配置でプレイする。10スイッチは基本的に2人でプレイするための譜面となっているが、グルーブゲージは1つ（2人で共有）である。

## モード
本作にも本家『pop'n music』のようないくつかのモードが存在し、モードにより難易度が変化する。各モードにはデフォルトのプレイヤーキャラクターが用意されているが、『pop'n music』と同様にプレイヤーキャラクターを変更することもできる。
| 旧バージョンのモード | 『ex』のモード | 初期キャラクター   | 譜面の難しさ  | 遊べる楽曲   | ステージ数       |
| -------------------- | -------------- | ------------------ | ------------- | ------------ | ---------------- |
| BEGINNER             | -              | ニャミ             | 易しい        | 一部のみ不可 | 練習ステージ+1曲 |
| -                    | NORMAL         | ミミ               | 易しい        | 一部のみ不可 | 3曲              |
| NORMAL               | ANOTHER        | ジュディ           | 普通          | 全て可能     | 3曲              |
| -                    | MANIAC         | ジュディ（色違い） | 難しい        | 一部のみ不可 | 3曲              |
| HARD                 | HARD           | ボンバー           | 普通+オジャマ | コース固定   | 4曲              |

譜面難易度は各モード別に固定。『ex』でプレイする譜面の難易度は、旧バージョンにおけるBEGINNERが新NORMALに、旧NORMALがANOTHERにそれぞれ変更されている。一部の楽曲は、旧バージョンでのNORMAL譜面および『ex』でのANOTHER譜面1種類しか用意されていないものもある。
難易度表示は数値ではなく、旧バージョンでは星の数が最大8個で星半分の表示も含めた16段階表示、『ex』では星の数が最大20個による20段階表示になっている。
BEGINNER（旧バージョンのみ）旧バージョンのみ存在。練習ステージの後に簡単な譜面で1曲のみプレイ可能（対応楽曲は一部のみ）。初期キャラクターはニャミ。
NORMAL3曲遊ぶことが可能な標準モード。旧バージョンと『ex』では仕様および譜面が異なる。いずれも通常はステージ毎に選択できる楽曲が決まっており、隠しコマンドでフリーセレクトモードにするとステージ制限が解除される。
旧バージョンではBEGINNERより少し難しい譜面となり、実質的な位置付けとしては『ex』でのANOTHERに相当するモード。旧バージョンでの初期キャラクターはジュディ。
『ex』では旧バージョンのBEGINNERに相当する譜面をプレイするため、全体的に難易度が低下し、一部の曲が選択できない。『ex』での初期キャラクターはミミ。
ANOTHER（『ex』のみ）『ex』での追加モードだが、上記の通り事実上旧バージョンのNORMALが昇格し名称変更されたものに相当する。少し難しい譜面で3曲プレイする。『ex』ではこのANOTHER限定でしか遊べない曲も存在する。NORMAL同様、通常はステージ毎に選択できる楽曲が決まっており、隠しコマンドでフリーセレクトモードにするとステージ制限が解除される。初期キャラクターはジュディ。
MANIAC（『ex』のみ）『ex』での追加モード。モード選択画面で画面下の選択ボタンを2個同時押しするとANOTHERの表示がMANIACに変化し、選択することができる。上級者用の譜面となっており、難易度が非常に高い。このモードのみ、10スイッチ譜面が1人でもプレイ可能な配置となっており、楽曲のステージ制限が撤廃されている。また、相手キャラクターが全て『pop'n music』のレイヴガールに似た影のような暗い配色に変化する。
HARDあらかじめ決められた4曲で構成されたコースから選択しプレイするモード（『pop'n music 6』以降のEXPERTモードに近い）。コース曲の譜面は全て旧バージョンでのNORMAL譜面・『ex』でのANOTHER譜面で、曲プレイ中は自動的にステージ毎に決められたオジャマが発動する。ゲージの仕様が他のモードと異なり、100%からスタートするが途中で回復はせず、減少した分はそのまま次の曲へ持ち越しとなり、ゲージがなくなるとゲームオーバーとなる。『ex』では隠しコースも追加された。初期キャラクターはボンバー。

## キャラクター
『pop'n music』と同じシステムで、ポップ君を踏んだときの判定によって左右に表示されているキャラクターの動作が変化する。『pop'n music』シリーズからの既存キャラクターも含め、全て新規に描き下ろされており、無印では2Pカラー、『ex』では4Pカラーまで存在する（『ex』の3P・4PカラーはMANIAC譜面用に用意された、『pop'n music』のレイヴガールに近い配色）。後に本家『pop'n music』シリーズへ移植されたキャラクターもいる。
- 『pop'n music』シリーズより - Nyami（ニャミ）、Mimi（ミミ）、SHOLL KEE（ショルキー）、JUDY（ジュディ）、KARLI（カーリー）
- 『pop'n stage』より - YURI*chan（ユリちゃん）、MARGARET（マーガレット）、FAT BOY（ファットボーイ）、BOMBER（ボンバー）、DICK（ディック）、Secret D（シークレットディー）、ROMA（ロマ）、CLARA（クララ）、HOTARU（ホタル）、NAWOMI（ナヲミ）、DRAGON（ドラゴン）、TROPPiE（トロッピー）、THE♪MOCKEY（ザ・モッキー）、MILLY（ミリィ）、SPACE∅MACO（スペース・マコ）
- 『pop'n stage ex』より - INUCHIYO（いぬ千代、6種類存在）

## 発売前と発売後
発売前はポップンの曲が出来る『DDR』風ゲームということで少し話題になったが、『DDR』並みの大型筐体のため場所をとることと、『DDR』筐体を流用できない全くの新型で筐体価格が高かったためか、非常に出回りが悪く、今はなき「チルコポルト」などのコナミ直営店やラウンドワンなどのごく一部の大型店舗でしか入荷されなかった。さらに操作パネルが『DDR』とは正反対の配置であり、その位置も直感的に分かりづらいことなども影響したのか、発売後は発売前ほど話題にならず、入れた店からも次々と撤去されていった。それでも、地方や大型店舗では残っている所も未だあり、そういう店でこのゲームは貴重な存在である。
『beatmania 7thMIX』などと同等、先行販売のみの機種であり、販売中止になった作品として知られている。
本作のオリジナル楽曲は、後にアーケード版『pop'n music 4』において1曲（担当キャラクターは新規登場のElleに変更）、アーケード版『pop'n music 5』において4曲と5キャラクター（FAT BOYのみ本作の曲ではなく新曲担当として移植、HOTARUはキャラクターデザインが一新された）が譜面を手でプレイする用にアレンジされた上で移植された。続いてアーケード版『pop'n music 6』にて1曲（YURI*chanはアニメーションが一部変更された）、アーケード版『pop'n music 8』にて4曲、PlayStation版『pop'n music 6』において「クールダンス/full moon」を除いた全ての楽曲が同様に本家に移植された（一部の楽曲はPlayStation 2版の『pop'n music 7』『8』『11』などにも再録）。
アーケード版ではAC4・AC5・AC6・AC8で移植された10曲（その内4曲はAC17以降で削除され、現行作はプレイ不可）と、アーケード版『pop'n music 18 せんごく列伝』で移植された「80'ポップ/Girls From The Portrait」（カテゴリーではCS曲扱い）以外の曲は移植されていない。また、アーケード版・家庭用共にMARGARETとBOMBER、『ex』でのINUCHIYOの別バージョンは移植されていない。